# ニンテンドーDSi電卓
ニンテンドーDSi電卓（ニンテンドーディーエスアイでんたく）は、任天堂開発・発売のニンテンドーDSiウェアである。
2024年1月現在、DSiショップのサービスが終了しているため、現在入手することは出来ない。

## 機能
通常の電卓と同じく基本的な四則計算ができるほか、長さ・重さ・体積・時間・面積・速さ・温度・年齢の単位変換が可能。

## ラインナップ

### ファミコンマリオタイプ
2009年2月25日発売。『スーパーマリオブラザーズ』をモチーフにした電卓。ボタンを押すと上画面のマリオが様々なアクションをする。

### どうぶつの森タイプ
2009年2月25日発売。『どうぶつの森シリーズ』をモチーフにした電卓。ボタンを押すと同作品内に登場する動物が話す「どうぶつ語」で数字等を読み上げてくれる。その他、「7777」など、数字が揃うと「たぬきち」が登場する。